# Ansambl Hajo
Ansambl Hajo je profesionalni tamburaški sastav iz Subotice. Osnovan je 1988. godine s ciljem očuvanja tradicijske tamburaške glazbe, uz stvaranje novih autorskih skladbi.
Ansambl si je nadjenuo ime po nadimku čuvenog virtuoza i skladatelja Pere Tumbasa – Haje. Nastupali su na brojnim festivalima u Srbiji i susjednim državama, među kojima se osobito ističu nastupi na Zlatnoj tamburici (Novi Sad), Festivalu bunjevački’ pisama (Subotica), Festivalu šokačke pisme (Županja), Tamburaškom festivalu (Čanad, Rumunjska).

## Nagrade
Za najbolji sastav proglašeni su na Tamburica festu u Petrovaradinu 2012. godine. Na istom izdanju festivala član ansambla Branko Kutuzov proglašen je za najboljeg basprimaša.
Na Festivalima bunjevački pisama 2011. njihova skladba "Evo opet šorom vranci jure" (glazba: Tomislav Vukov, tekst: Tomislav Vukov, arr. Tomislav Vukov i Marinko Piuković) bila je najbolja pjesma po ocjeni strukovnih sudaca za glazbu, 2012. skladba "Ostala je samo pisma naša" (autor Tomislav Vukov) bila je najbolja pjesma po izboru publike, a autor Tomislav Vukov dobio je nagradu za najbolji do sada neobjavljeni tekst, 2014. skladba "Tu su moji dobri ljudi" (tekst: Tomislav Vukov, glazba: Tomislav Vukov, arr. Marinko Piuković) bila je najbolja pjesma po ocjeni strukovnih sudaca za glazbu.

## Članovi ansambla
Ansambl Hajo su: Branko Kutuzov (basprim 1), Dejan Bažant (basprim 2), Davor Ševčić (čelo), Ivan Piuković (kontra), Marinko Piuković (bas) i Tomislav Vukov (harmonika i vokal).

## Diskografija
Objavljeni albumi:
- Podvikuje bunjevačka vila, 1990.
- Evo opet šorom vranci jure, Croatia Records, 2013.

## Vanjske poveznice
- Službene stranice Ansambla Hajo
- Službeni YouTube kanal